# Caffè macchiato

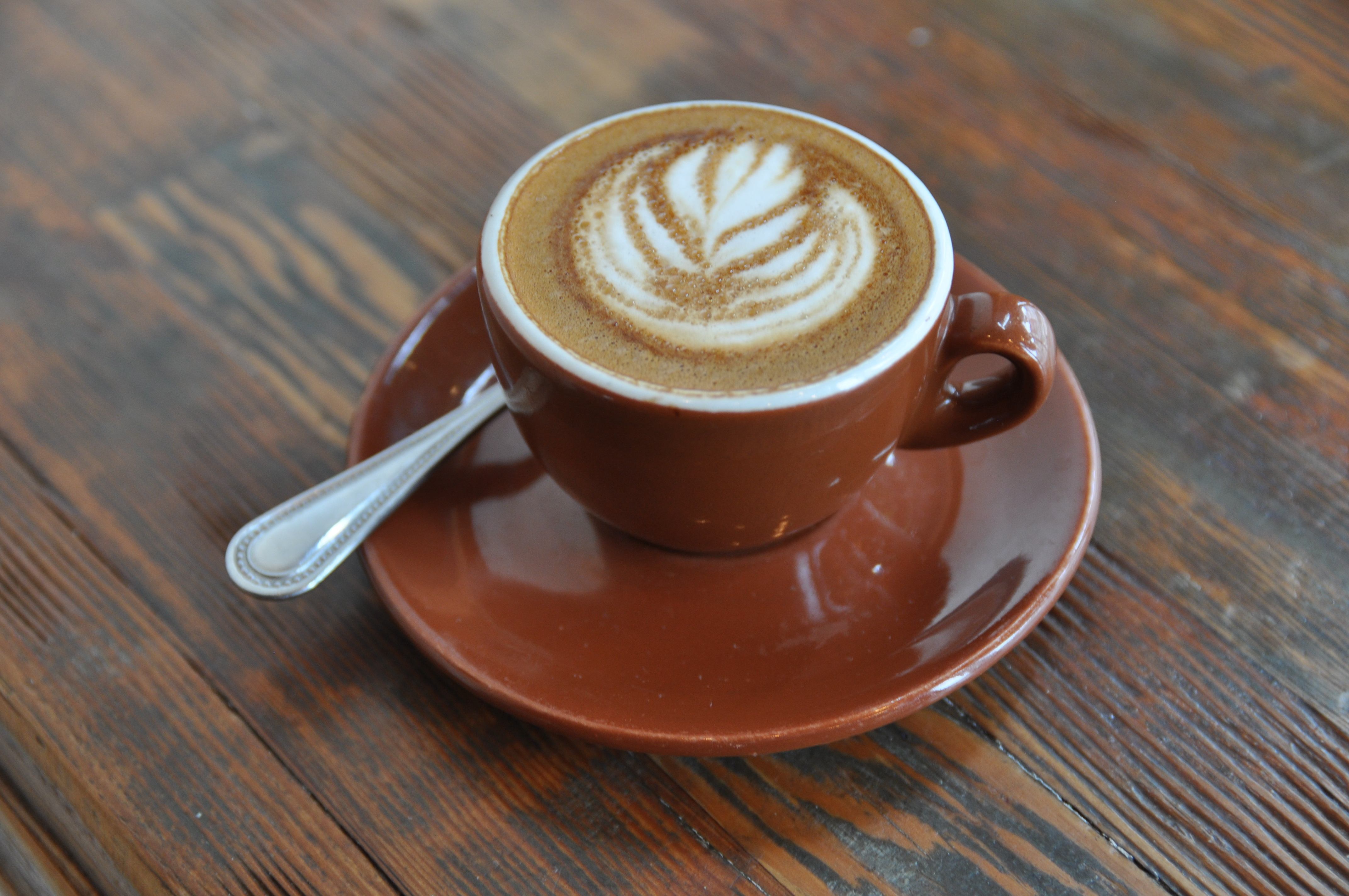
Caffè macchiato servido en el Four Barrel Coffee de San Francisco.

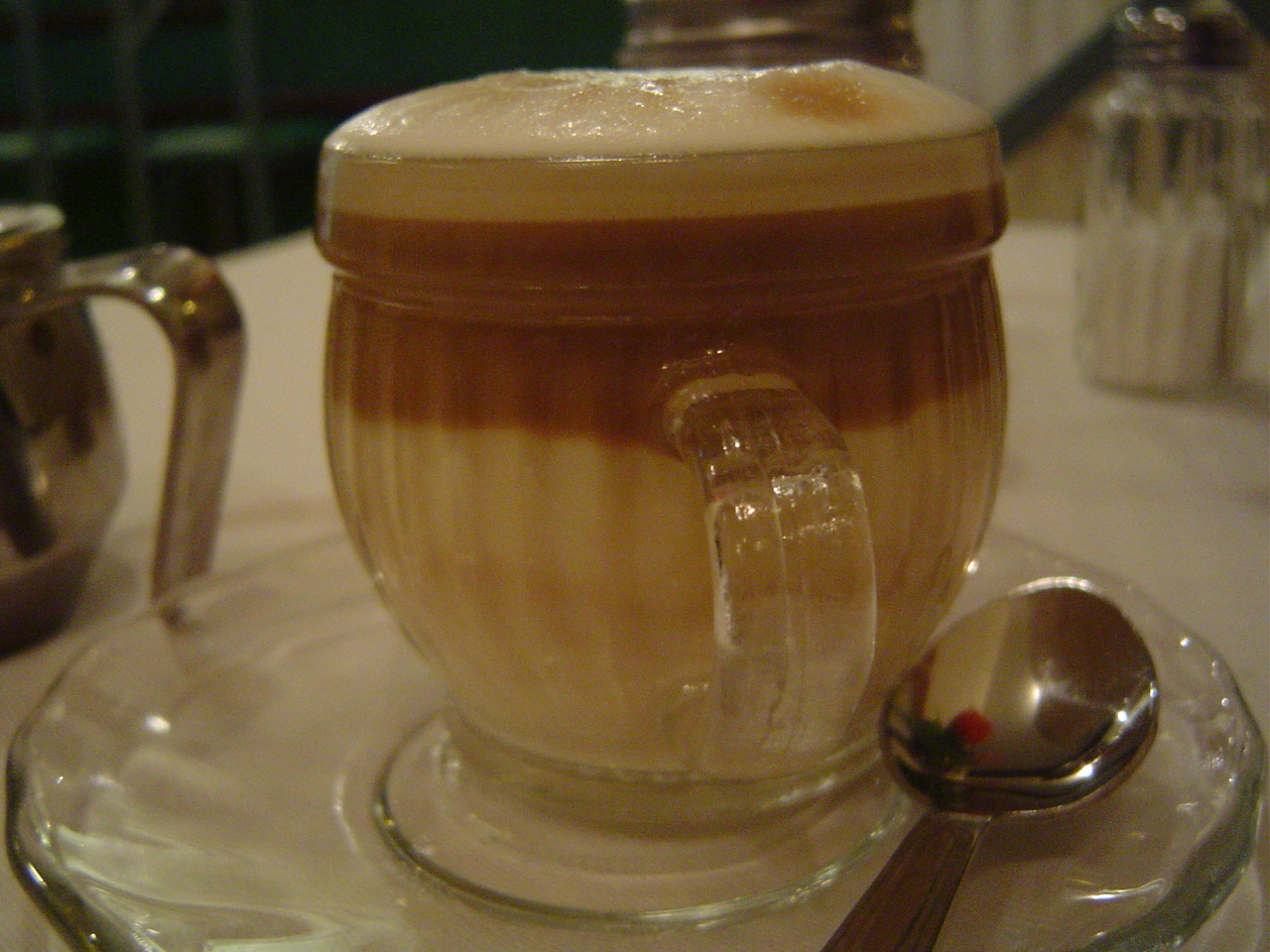
Caffè macchiato servido en Adís Abeba (Etiopía), que se parece a un capuchino.

El café manchado o caffè macchiato [kafˈfɛ (m)makˈkjaːto] en italiano, también llamado espresso macchiato, es un café cortado típico de Italia, consiste en un expreso con una pequeña cantidad de leche caliente y espumada. En España se suele denominar café cortado.
Macchiato ([makˈkjaːto]) significa en italiano ‘manchado’, y en el caso de caffè macchiato alude a la leche. Tradicionalmente se elaboraba con un tiro de leche normalmente caliente, siendo la «mancha» del café añadido. Sin embargo, más tarde macchiato pasó a aludir a la espuma del toque de leche que se ponía encima para indicar que la bebida tenía un poco de leche sobre mucho café. Esta era la forma en que los baristas señalaban a los camareros qué tazas contenían macchiato en lugar de expreso, puesto que en muchos países ha habido muchas suposiciones y confusiones sobre diferencias entre manchado y cortado y es que, el primer tipo se servía sobre tazas que estaban «manchadas».

## Tendencias

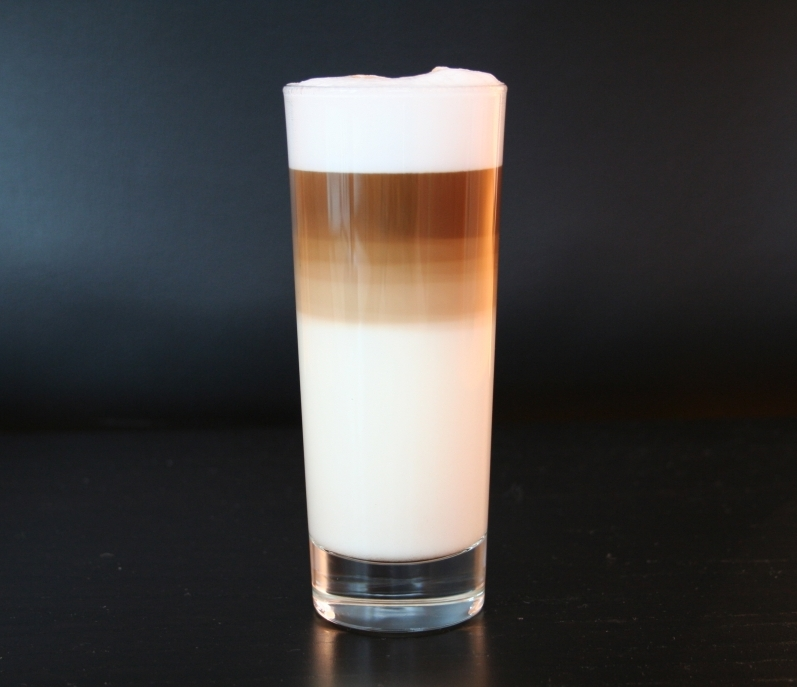
Toma completa de un latte macchiato. Puedes ver la formación de capas a través del doble difusor.

Algunas cafeterías tienden actualmente a añadir leche vaporizada al expreso en cantidades iguales, así como a mezclar la leche con el expreso en lugar de ponerla como espuma, haciendo que sea más un café con leche o cortado en miniatura que otra cosa. A veces se llama a esto piccolo latte.
Otra variante de la bebida, el latte macchiato, ‘leche manchada’, consta de leche con solo un poco de expreso en ella (siempre menos que en un café con leche). Sin embargo, en ciertas recetas (que difieren de un lugar a otro), el latte macchiato no tiene gran diferencia con el café con leche (caffé latte), que suele contener un tercio de expreso y dos de leche vaporizada.
En sitios como en Andalucía, la costa sur de España, es normal que se pida al camarero "un manchado" y con esto se entiende que el cliente quiere un Latte macchiato (leche manchada). Sin embargo, es normal que al irse de la región los significados cambien.
En Murcia, el "manchado", es un café bombón con muy poca leche condensada.